# Ґіль-Порде-Сар
Ґіль-Порде-Сар (перс. گيل پرده سر) — село в Ірані, у дегестані Санґар, у бахші Санґар, шагрестані Решт остану Ґілян. За даними перепису 2006 року, його населення становило 1865 осіб, що проживали у складі 512 сімей.

## Клімат
Середня річна температура становить 14,37°C, середня максимальна – 27,98°C, а середня мінімальна – -0,72°C. Середня річна кількість опадів – 1191 мм.
| Клімат поселення                              | Клімат поселення | Клімат поселення | Клімат поселення | Клімат поселення | Клімат поселення | Клімат поселення | Клімат поселення | Клімат поселення | Клімат поселення | Клімат поселення | Клімат поселення | Клімат поселення | Клімат поселення |
| Показник                                      | Січ.             | Лют.             | Бер.             | Квіт.            | Трав.            | Черв.            | Лип.             | Серп.            | Вер.             | Жовт.            | Лист.            | Груд.            |                  |
| Середній максимум, °C                         | 8,36             | 9,03             | 12,11            | 18,26            | 22,00            | 26,08            | 27,66            | 27,98            | 25,18            | 20,82            | 16,17            | 11,74            |                  |
| Середня температура, °C                       | 3,82             | 4,49             | 7,59             | 13,72            | 17,48            | 21,55            | 23,36            | 23,68            | 20,88            | 16,52            | 11,87            | 7,44             |                  |
| Середній мінімум, °C                          | −0,72            | −0,04            | 3,06             | 9,19             | 12,94            | 17,02            | 19,06            | 19,37            | 16,58            | 12,23            | 7,56             | 3,14             |                  |
| Норма опадів, мм                              | 126              | 102              | 90               | 51               | 47               | 32               | 31               | 61               | 125              | 192              | 176              | 158              |                  |
| Середньомісячна швидкість вітру, м/с          | 2.30             | 2.40             | 2.40             | 2.32             | 2.30             | 2.42             | 2.60             | 2.25             | 2.10             | 2.10             | 1.90             | 2.04             |                  |
| Середньомісячна сонячна радіація, кДж/м²·день | 6862             | 8961             | 11011            | 15642            | 19883            | 21823            | 22486            | 19105            | 15765            | 10865            | 8624             | 6615             |                  |
| --------------------------------------------- | ---------------- | ---------------- | ---------------- | ---------------- | ---------------- | ---------------- | ---------------- | ---------------- | ---------------- | ---------------- | ---------------- | ---------------- | ---------------- |
| Джерело:                                      |                  |                  |                  |                  |                  |                  |                  |                  |                  |                  |                  |                  |                  |